# Walter Besant

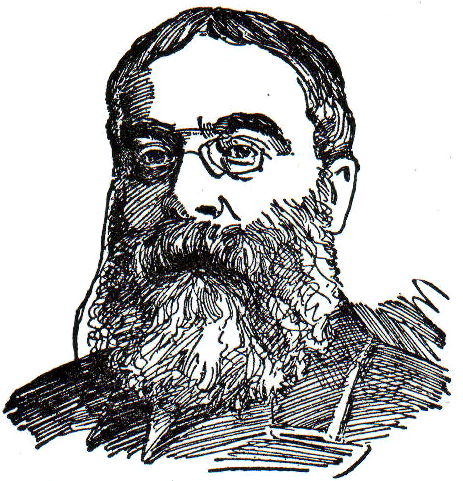
Walter Besant

Sir Walter Besant (Portsmouth, 14 de agosto de 1836 — Londres, 9 de junho de 1901) foi um romancista e historiador inglês. Sua cunhada era Annie Wood Besant.

## Vida
Besant foi educado no Colégio King, em Londres, e em Cambridge. Foi por alguns anos professor no Mauritius, mas um problema de saúde o levou a resignar, ele retornou para a Inglaterra e assumiu a responsabilidade de secretário do Fundo de Exploração Palestina, cargo que ocupou de 1868 a 1885. 
Publicou em 1868 o Estudos da Poesia Francesa. Três anos depois, iniciou sua colaboracão com James Rice. Como resultado de sua parceria com ele estão Ready-money Mortiboy (1872), e Golden Butterfly (1876), ambos, especialmente o último, de grande sucesso. A parceria deles terminou com o falecimento de Rice em 1882. Desde então, Besant continuou a escrever sozinho seus livros, dentre eles Garden Fair, Dorothy Forster (sua favorita), Children of Gibeon e All Sorts and Conditions of Men. Os dois ultimos pertencem a uma série na qual tentou despertar a consciência pública para a tristeza da vida entre as classes mais pobres da cidade. Nesta cruzada Annie Wood Besant teve considerável sucesso, e o estabelecimento do Palácio do Povo no leste de Londres foi um dos resultados. 
Em adição a suas obras de ficção, Besant escreveu sobre a história da topografia de Londres, ma seus planos nesta área não foram concluídos. Entre seus livros sobre este tema encontra-se o Londres no século XVIII.

## Obras
- My Little Girl
- With Harp and Crown
- This Son of Vulcan
- The Monks of Thelema
- The Chaplain of the Fleet
- The Ivory Gate
- Beyond the Dreams of Avarice
- The Master Craftsman
- The Fourth Generation
- London under the Stuarts
- London under the Tudors